# Andricas förmodan
Inom talteori är Andricas förmodan (uppkallad efter Dorin Andrica) en förmodan om primtalens fördelning. Förmodan säger att olikheten
{\displaystyle {\sqrt {p_{n+1}}}-{\sqrt {p_{n}}}<1}
gäller för alla {\displaystyle n} där {\displaystyle p_{n}} är det n:te primtalet.